# フットボリスタ
フットボリスタ（footballista）は、ソル・メディアが発行しスクワッドが販売していた、日本の海外サッカー専門誌である。2006年10月に創刊。2023年12月の発売号を以って休刊となり、以降はWEBサイトに一本化された。

## 概要
木村浩嗣を編集長として2006年に創刊された。現地記者による欧州主要リーグの記事を中心に、ライター陣によるコラムや選手・監督のインタビューなどを掲載している。当初はB4判並という、サッカー雑誌としては異例の大きさだった。2007年10月31日号で創刊1周年を迎え、誌面がリニューアルされ、価格改定・増ページ（32ページ→40ページ）とともにサイズがA4変形判に縮小された。
2008年6月に公式携帯サイトをオープンしたが、2012年7月でサービスは終了した。2009年11月5日の発売号から販売エリアが拡大され、東北・北信越エリア（JR仙台駅、福島駅、長岡駅、松本駅、甲府駅、宇都宮駅）でも購入出来るようになった。
デジタル版はhontoと富士山マガジンサービスで発行されている。2020年2月、サブスクリプション・サービスを開始し、公式サイトでのニュース記事やコラム、雑誌の郵送サービスなどを盛り込んだプランを設定した。また、2021年12月24日には、2006年の創刊号から最新刊までほぼ全ての雑誌を電子版バックナンバーでの提供という形でサブスク加入者向けに発表した。
日本の海外サッカー誌には、老舗のワールドサッカーダイジェストとワールドサッカーキングが存在するが、フットボリスタが日本で唯一の週刊の海外サッカー誌であったが、2013年8月より週刊から月刊へと刊行形態を変更し、その後2020年より偶数月発売に変更となった。しかし、2023年12月発売の「2024年1月号」（Issue100）を最後に休刊した。

## 担当記者
紙面は世界各国のリーグ戦、カップ戦、CL、EL、W杯についてレビュー形式をとった構成を採用しており、それぞれに担当となる記者が居る。
- スペイン
  - 木村浩嗣（編集長）、小澤一郎、川内イオ、工藤拓、豊福晋
- イングランド
  - 斎藤史隆、田嶋コウスケ、山中忍
- イタリア
  - 片野道郎
- ドイツ
  - 木崎伸也
- フランス
  - 小川由紀子、川本梅花、中田徹
- ポルトガル
  - 市之瀬敦
- ブラジル
  - 沢田啓明、下薗昌記
- アルゼンチン
  - 三村高之
- その他
  - いとうやまね（世界全般）、河治良幸（欧州全般）、後藤健生（世界全般）、西部謙司（欧州全般）、森本高史（欧州・アジア・アフリカ）